# Puchar Sześciu Narodów U-20 2022
Puchar Sześciu Narodów U-20 2022 – piętnasta edycja Pucharu Sześciu Narodów U-20, międzynarodowych rozgrywek w rugby union dla reprezentacji narodowych do lat dwudziestu. Zawody odbyły się w dniach 4 lutego – 20 marca 2022 roku, a zwyciężyła w nich reprezentacja Irlandii, która pokonała wszystkich rywali i tym samym zdobyła dodatkowo Wielkiego Szlema.
W tej edycji rozgrywki w kategorii U-20 powróciły do rozgrywania w tym samym okresie, co Puchar Sześciu Narodów 2022. Harmonogram rozgrywek opublikowano na początku grudnia 2021 roku. Wśród obsady sędziowskiej znajdowały się również kobiety, dla których był to etap przygotowań do Pucharu Świata.
Z kompletem zwycięstw w turnieju triumfowali Irlandczycy, zaś najlepszym zawodnikiem został wybrany przedstawiciel triumfatorów, James Culhane.

## Mecze
| 4 lutego 202221:00 | Francja U-20                                                                    | 41:15 | Włochy U-20                                                           | Stade Guy-Boniface, Mont-de-Marsan Sędzia: Eoghan Cross |
| 4 lutego 202221:00 | Axel Bevia 5 (P) Emile Dayral 5 (P) Enzo Reybier 5 (P) Max Auriac 26 (P 3pd 5K) | 41:15 | Alessandro Ortombina 5 (P) Lorenzo Pani 5 (P) Nicolo Teneggi 5 (pd K) | Stade Guy-Boniface, Mont-de-Marsan Sędzia: Eoghan Cross |

| 4 lutego 202221:00 | Szkocja U-20                                                                                        | 24:41 | Anglia U-20 | DAM Health Stadium, Edynburg Sędzia: Benoit Rousselet |
| 4 lutego 202221:00 | Christian Townsend 4 (2pd) Gregor Hiddleston 5 (P) Ollie Leatherbarrow 10 (2P) Ollie Melville 5 (P) | 24:41 | Ethan Grayson 5 (P) Henry Arundell 5 (P) Jamie Benson 11 (4pd K) Toby Knight 10 (2P) Tom Carr-Smith 5 (P) Tom Litchfield 5 (P) | DAM Health Stadium, Edynburg Sędzia: Benoit Rousselet |
| 4 lutego 202221:00 | Olujare Oguntibeju                                                                                  | 24:41 | Will Hobson | DAM Health Stadium, Edynburg Sędzia: Benoit Rousselet |

| 4 lutego 202221:00 | Irlandia | 53:5 | Walia U-20       | Musgrave Park, Cork Sędzia: Julianne Zussman |
| 4 lutego 202221:00 | Ben Brownlee 5 (P) Charlie Tector 11 (4pd K) Chay Mullins 10 (2P) Conor O'Tighearnaigh 5 (P) James McCormick 5 (P) James McNabney 5 (P) Mark Morrissey 5 (P) Matthew Devine 5 (P) Reuben Crothers 5 (P) Tony Butler 2 (pd) | 53:5 | Oli Andrew 5 (P) | Musgrave Park, Cork Sędzia: Julianne Zussman |
| 4 lutego 202221:00 | Joe Peard · Oli Andrew | 53:5 |                  | Musgrave Park, Cork Sędzia: Julianne Zussman |

| 11 lutego 202220:00 | Włochy U-20           | 6:0 | Anglia U-20 | Stadio comunale di Monigo, Treviso Sędzia: Aurélie Groizeleau |
| 11 lutego 202220:00 | Nicolo Teneggi 6 (2K) | 6:0 |             | Stadio comunale di Monigo, Treviso Sędzia: Aurélie Groizeleau |

| 11 lutego 202221:00 | Walia U-20 | 26:13 | Szkocja U-20                                                        | Stadiwm Zip World, Colwyn Bay Sędzia: Sara Cox |
| 11 lutego 202221:00 | Alex Mann 5 (P) Daniel Edwards 4 (2pd) Harri Houston 5 (P) Jac Lloyd 2 (pd) Joe Hawkins 5 (P) Morgan Morse 5 (P) | 26:13 | Christian Townsend 2 (pd) Matt Deehan 5 (P) Robin McClintock 6 (2K) | Stadiwm Zip World, Colwyn Bay Sędzia: Sara Cox |

| 11 lutego 202221:00 | Francja U-20                                    | 16:17 | Irlandia                                                          | Stade Maurice-David, Aix-en-Provence Sędzia: Hollie Davidson |
| 11 lutego 202221:00 | Max Auriac 11 (pd 3K) Victor Montgaillard 5 (P) | 16:17 | Ben Brownlee 5 (P) Charlie Tector 7 (2pd K) James McCormick 5 (P) | Stade Maurice-David, Aix-en-Provence Sędzia: Hollie Davidson |
| 11 lutego 202221:00 | Samuel M'foudi                                  | 16:17 |                                                                   | Stade Maurice-David, Aix-en-Provence Sędzia: Hollie Davidson |

| 25 lutego 202220:00 | Anglia U-20 | 43:14 | Walia U-20                                                | Castle Park, Doncaster Sędzia: Joy Neville |
| 25 lutego 202220:00 | Deago Bailey 5 (P) Emeka Ilione 5 (P) Finn Theobald-Thomas 5 (P) Henry Arundell 10 (2P) Jamie Benson 9 (3pd K) Louie Johnson 4 (2pd) Will Hobson 5 (P) | 43:14 | Benji Williams 5 (P) Jac Lloyd 4 (2pd) Rhys Barratt 5 (P) | Castle Park, Doncaster Sędzia: Joy Neville |
| 25 lutego 202220:00 | Alex Mann | 43:14 |                                                           | Castle Park, Doncaster Sędzia: Joy Neville |

| 25 lutego 202221:00 | Szkocja U-20                                                     | 17:30 | Francja U-20 | DAM Health Stadium, Edynburg Sędzia: Clara Munarini |
| 25 lutego 202221:00 | Callum Norrie 5 (P) Josh Taylor 5 (P) Robin McClintock 7 (2pd K) | 17:30 | Connor Sa 5 (P) Emile Dayral 8 (pd 2K) Emilien Gailleton 5 (P) Esteban Capilla 5 (P) Louis Le Brun 7 (P pd) Theo Ntamack 5 (P) | DAM Health Stadium, Edynburg Sędzia: Clara Munarini |
| 25 lutego 202221:00 | Jefferson Joseph · Jules Coulon                                  | 17:30 | | DAM Health Stadium, Edynburg Sędzia: Clara Munarini |

| 25 lutego 202221:00 | Irlandia | 39:12 | Włochy U-20                                                       | Musgrave Park, Cork Sędzia: Aled Evans |
| 25 lutego 202221:00 | Charlie Tector 10 (2pd 2K) Chay Mullins 5 (P) Fionn Gibbons 5 (P) James Culhane 5 (P) Lorcan McLoughlin 5 (P) Matthew Devine 5 (P) Reuben Crothers 5 (P) Tony Butler 4 (2pd) | 39:12 | Luca Rizzoli 5 (P) Nicolo Teneggi 2 (pd) Tommaso Scramoncin 5 (P) | Musgrave Park, Cork Sędzia: Aled Evans |
| 25 lutego 202221:00 | Lorcan McLoughlin | 39:12 | David Odiase · Giacomo Ferrari · Lapo Frangini                    | Musgrave Park, Cork Sędzia: Aled Evans |

| 10 marca 202221:00 | Walia U-20                           | 15:47 | Francja U-20 | Stadiwm Zip World, Colwyn Bay Sędzia: Shota Tevadze |
| 10 marca 202221:00 | Benji Williams 5 (P) Jac Lloyd 3 (K) | 15:47 | Connor Sa 10 (2P) Enzo Reybier 5 (P) Leo Barre 17 (4pd 3K) Max Auriac 5 (P) Romain Fonnicola 5 (P) Simon Tarel 5 (P) Thomas Moukoro 5 (P) | Stadiwm Zip World, Colwyn Bay Sędzia: Shota Tevadze |
| 10 marca 202221:00 | Samuel M'foudi · Thomas Moukoro      | 15:47 | | Stadiwm Zip World, Colwyn Bay Sędzia: Shota Tevadze |

| 11 marca 202220:00 | Włochy U-20                                                                                    | 27:13 | Szkocja U-20                                                                                   | Stadio comunale di Monigo, Treviso Sędzia: Aimee Barrett-Theron |
| 11 marca 202220:00 | Francois Carlo Mey 5 (P) Giacomo Ferrari 10 (2P) Giovanni Sante 12 (3pd 2K) Luca Rizzoli 5 (P) | 27:13 | Francois Carlo Mey 5 (P) Giacomo Ferrari 10 (2P) Giovanni Sante 12 (3pd 2K) Luca Rizzoli 5 (P) | Stadio comunale di Monigo, Treviso Sędzia: Aimee Barrett-Theron |

| 12 marca 202220:15 | Anglia U-20 | 27:42 | Irlandia | StoneX Stadium, Londyn Sędzia: Damian Schneider |
| 12 marca 202220:15 | Cassius Cleaves 5 (P) Deago Bailey 5 (P) Emeka Ilione 5 (P) George Hendy 5 (P) Jamie Benson 7 (2pd K) John Stewart 5 (P) | 27:42 | Aitzol King 10 (2P) Charlie Tector 17 (4pd 3K) Lorcan McLoughlin 5 (P) Matthew Devine 5 (P) Rory McGuire 5 (P) | StoneX Stadium, Londyn Sędzia: Damian Schneider |

| 20 marca 202215:00 | Walia U-20                                                                 | 20:27 | Włochy U-20 | Stadiwm Zip World, Colwyn Bay Sędzia: Damian Schneider |
| 20 marca 202215:00 | Alex Mann 5 (P) Joe Hawkins 6 (2K) Josh Phillips 4 (2pd) Luke Davies 5 (P) | 20:27 | Alessandro Garbisi 10 (2P) Francois Carlo Mey 5 (P) Giovanni Sante 5 (pd K) Lapo Frangini 5 (P) Nicolo Teneggi 2 (pd) | Stadiwm Zip World, Colwyn Bay Sędzia: Damian Schneider |
| 20 marca 202215:00 | Josh Hathaway                                                              | 20:27 | | Stadiwm Zip World, Colwyn Bay Sędzia: Damian Schneider |

| 20 marca 202218:00 | Irlandia | 59:5 | Szkocja U-20        | Musgrave Park, Cork Sędzia: Federico Vedovelli |
| 20 marca 202218:00 | Ben Carson 5 (P) Charlie Tector 13 (P 4pd) Fionn Gibbons 10 (2P) Jack Boyle 5 (P) James Culhane 5 (P) James McCormick 5 (P) Josh Hanlon 5 (P) Jude Postlethwaite 5 (P) Matthew Devine 5 (P) Tony Butler 6 (3pd) | 59:5 | Ross McKnight 5 (P) | Musgrave Park, Cork Sędzia: Federico Vedovelli |
| 20 marca 202218:00 | Jude Postlethwaite | 59:5 |                     | Musgrave Park, Cork Sędzia: Federico Vedovelli |

| 20 marca 202221:00 | Francja U-20                                                                                     | 26:22 | Anglia U-20                                                    | Stade Aimé Giral, Perpignan Sędzia: AJ Jacobs |
| 20 marca 202221:00 | Eliott Yemsi 5 (P) Enzo Reybier 5 (P) Leo Barre 5 (pd K) Max Auriac 11 (pd 3K) Simon Tarel 5 (P) | 26:22 | Henry Arundell 5 (P) Louie Johnson 5 (pd K) Lucas Brooke 5 (P) | Stade Aimé Giral, Perpignan Sędzia: AJ Jacobs |
| 20 marca 202221:00 | Hugo Auradou                                                                                     | 26:22 |                                                                | Stade Aimé Giral, Perpignan Sędzia: AJ Jacobs |